# FC Prut Leova
El FC Prut Leova es un equipo de fútbol de Moldavia que juega en la  Liga 2, la tercera división de fútbol en el país.

## Historia
Fue fundado en el año 1992 en la ciudad de Leova como Constructorul Leova y fue uno de los equipos fundadores de la División Nacional de Moldavia en ese mismo año, aunque también fue el primer equipo descendido en la historia de la liga.
Dos temporadas después el club desciende a la tercera división nacional. En 1999 cambia su nombre por el de FC Prut Leova y vuelve a descender a las divisiones regionales. En la temporada 2012/13 regresa a la Divizia B tras más de 10 años de ausencia, logrando su regreso a la segunda división en la temporada 2014/15.
El club desciende de la Divizia A luego de terminar en último lugar entre 16 equipos.

## Nombres
- 1992-99 : Constructorul Leova
- 1999-hoy : FC Prut Leova